# Laili
Laili là hang động đá vôi nằm gần thị trấn Laleia, tỉnh Manatuto, Đông Timor. Các phát hiện khảo cổ học ở Laili cung cấp bằng chứng cho thấy hang động đã có người tinh khôn sinh sống từ 44.600 năm trước, khiến nó trở thành nơi ở lâu đời nhất được biết đến ở Wallacea.:58
Niên đại của những phát hiện này đã củng cố giả thuyết con người di cư từ châu Á tới Úc theo đường phía nam, qua đảo Java và quần đảo Sunda Nhỏ.

## Vị trí
Ngày nay, hang động nằm ở độ cao 86 mét (282 ft). Tuy nhiên, từ khoảng 44.600 năm trước, trong quá trình định cư ban đầu, mực nước biển thấp hơn ngày nay 63 m (207 ft). Trong thời kỳ cực đại băng hà cuối cùng, cách đây khoảng 20.000 năm, mực nước biển thấp hơn ngày hôm nay 130 m (430 ft). Khoảng cách từ hang động đến bờ biển vẫn không thay đổi theo thời gian, từ 5 km (3,1 dặm) trong đỉnh cao của thời đại băng hà đến ngày nay là 4,3 km (2,7 dặm).

## Sự hiện diện của con người
Phát hiện khảo cổ đã minh chứng sự hiện hữu của loài người tại hang Laili từ 44.600 năm trước đến 11.200 năm trước. Số lượng người sử dụng hang động tăng lên đến cuối thời kỳ cực đại băng hà cuối cùng khoảng 15.000 năm trước, cho thấy một sự tăng lên mạnh mẽ của dân số khi mực nước biển tăng lên.

## Phát hiện

### Xương cốt động vật
Phần xương cốt còn lại của dơi, bộ Gặm nhấm, chim, cá và rùa đã được tìm thấy ở Laili. Không phải tất cả có thể được quy cho sự săn bắn của con người. Ví dụ, sự hiện diện của chuột (loài gặm nhấm nhỏ) tương đối liên tục trong thời gian chiếm đóng hang động, cho thấy con người có ít ảnh hưởng đến chuột.
Vì không có bằng chứng đánh bắt cá bởi những con cú ở Timor vào thời đó, cá có thể là do con người tiêu thụ. Tuy nhiên, không giống như ở Jerimalai, người ta cho rằng những con cá này bị bắt bằng cách sử dụng bẫy hoặc giáo, chứ không phải với móc đánh cá.
Trong khi có rất nhiều xương cốt các loài chim được tìm thấy ở Laili, người ta cho rằng hầu hết chúng đều bị các loài chim ăn thịt. Tuy nhiên, những con chim lớn hơn như vịt và các loài thuộc chi Gầm ghì có thể bị con người săn bắt.
Mặc dù ở gần biển, rất ít xương cốt động vật Laili đến từ biển. Về vấn đề này, Laili cũng tương tự như những hang động trong đất liền như Uai Bobo và Matja Kuru. Sự xuất hiện của chim và dơi cho thấy rằng môi trường ở đây đã được bao phủ bởi các khu rừng trong thế Canh Tân.

### Công cụ lao động
Một số lượng lớn công cụ bằng đá đã được khai quật tại Laili, cho thấy những công cụ được sử dụng bởi những người ở hang động chủ yếu được làm từ đá. Điều này trái ngược với Jerimalai, nơi các dụng cụ và đồ trang sức làm từ vỏ sò.

## Di cư đến lục địa Úc
Phát hiện cho thấy rằng Timor có người cách đây ít nhất 44.600 năm trước. Tuy nhiên, di vật lâu đời nhất ở bắc Uc có niên đại đến hơn 50.000 năm. Có thể là những phát hiện ở Laili còn lâu đời hơn nữa, nhưng không thể dùng tuổi carbon để xác định. Luminescence dating (tạm dịch là tuổi chiếu sáng), được dùng ở Úc, có thể cho ra những kết quả khác.